# Kirstin Korte

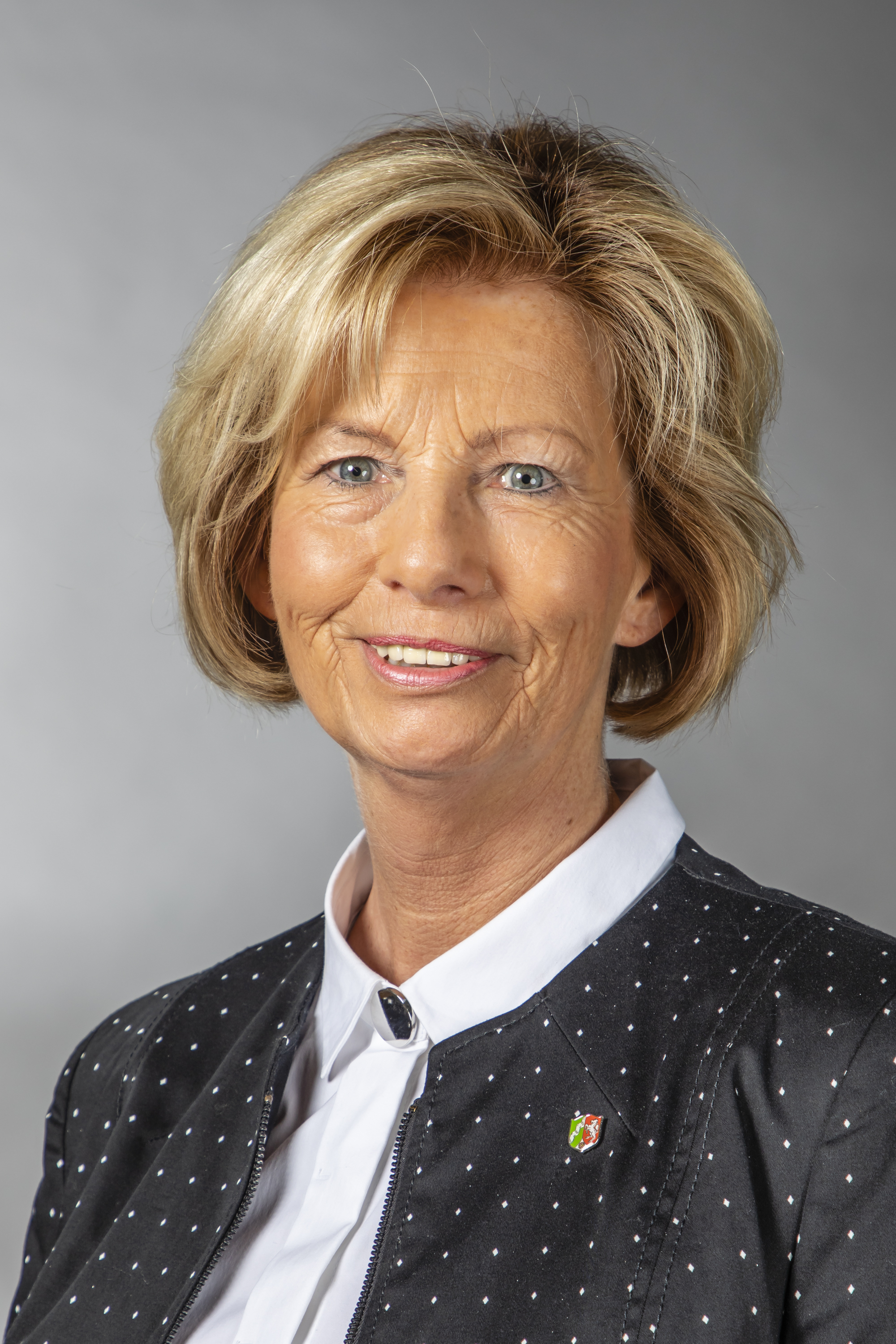
Kirstin Korte (2019)

Kirstin Korte (* 2. September 1955 in Hannover) ist eine deutsche Politikerin der CDU. Von 2012 bis 2022 war sie Abgeordnete im Landtag Nordrhein-Westfalen.

## Leben
Korte machte 1975 ihr Abitur am Caroline-von-Humboldt-Gymnasium in Minden, studierte drei Jahre Rechtswissenschaften in Kiel und wechselte dann von 1978 bis 1981 als Lehramtsstudentin nach Bielefeld. Zuletzt arbeitete sie als Grundschullehrerin in Minden. Korte ist verheiratet und hat eine erwachsene Tochter.

## Politik
Korte ist seit 1999 Mitglied des Kreistages Minden-Lübbecke und seit 2009 stellvertretende Landrätin im Kreis Minden-Lübbecke. Zwischen 2011 und 2019 war sie CDU-Kreisvorsitzende im Kreis Minden-Lübbecke.
Bei der Landtagswahl 2012 verlor sie die Direktwahl im Landtagswahlkreis Minden-Lübbecke II, zog aber über den Listenplatz 25 der CDU-Landesliste in den Landtag ein. Bei der Landtagswahl 2017 konnte sie das Direktmandat erneut nicht erringen, rückte aber am 30. Juni 2017 für Andrea Milz in den Landtag nach, die Staatssekretärin geworden war. Sie war Vorsitzende des Ausschusses für Schule und Bildung des NRW-Landtages. Nach der Landtagswahl 2022 schied sie aus dem Landtag aus.